# Trichosalpinx todziae
Trichosalpinx todziae är en orkidéart som beskrevs av Carlyle August Luer. Trichosalpinx todziae ingår i släktet Trichosalpinx och familjen orkidéer. Inga underarter finns listade i Catalogue of Life.